# Smicridea annulicornis
Smicridea annulicornis là một loài Trichoptera thuộc họ Hydropsychidae. Chúng phân bố ở vùng Tân nhiệt đới.